# Benjamin Voisin
Benjamin Voisin (* 24. Dezember 1996 in Paris) ist ein französischer Filmschauspieler.

## Leben
Benjamin Voisin durchlief den Cours Florent, eine private Schauspielschule, und das Conservatoire national supérieur d’art dramatique in Paris. Da sein Vater am Cours Florent arbeitete, hatte er die Möglichkeit, in dieser Zeit mehrere Praktika zu absolvieren. In seiner ersten Filmrolle war Benjamin Voisin in Adèle von Hector Langevin zu sehen, einem Kurzfilm, für den er auch das Drehbuch schrieb. Seine erste Rolle in einem Spielfilm erhielt Voisin in der Komödie Bonne pomme von Florence Quentin, in dem er an der Seite von Gérard Depardieu und Catherine Deneuve zu sehen war und Thomas spielte.
In der Fernsehserie Fiertés – Mut zur Liebe von Philippe Faucon, die erstmals im Mai 2018 bei Arte gezeigt wurde, spielte Voisin  den jugendlichen Helden. In der Oscar-Wilde-Biografie The Happy Prince von Rupert Everett erhielt er die Rolle von Jean. In der Science-Fiction-Romanze La dernière vie de Simon von Léo Karmann war Voisin in der Titelrolle des Waisenjungen zu sehen, der das Aussehen jeder Person annehmen kann, die er berührt. In Un vrai bonhomme verkörperte er eine der beiden jugendlichen Hauptfiguren.
In dem Filmdrama Sommer 85 von François Ozon nach einem Roman von Aidan Chambers erhielt er die Rolle von David. Für diese Leistung errang er bei der César-Verleihung 2021 eine Nominierung in der Kategorie Besten Nachwuchsdarsteller. In Xavier Giannolis Historienfilm Verlorene Illusionen, ein Film der auf dem gleichnamigen Roman von Honoré de Balzac basiert, erhielt Voisin die Hauptrolle des Lucien de Rubempré. Für seine Darstellung gewann er 2022 den César in der Kategorie Bester Nachwuchsdarsteller.

## Filmografie (Auswahl)
- 2015: Adèle (Kurzfilm)
- 2017: Peru (Kurzfilm)
- 2017: Bonne pomme
- 2018: Fiertés – Mut zur Liebe (Fiertés, Fernsehserie, 1981-Segment)
- 2018: The Happy Prince
- 2018: Wie vom Blitz getroffen (Je sais tomber)
- 2019: La dernière vie de Simon
- 2019: Un vrai bonhomme
- 2020: Sommer 85 (Été 85)
- 2021: Verlorene Illusionen (Illusions perdues)
- 2021: Die Tanzenden (Le bal des folles)
- 2022: En roue libre
- 2023: Les âmes sœurs
- 2024: L’esprit Coubertin
- 2024: Jouer avec le feu

## Auszeichnungen
César
- 2021: Nominierung als Bester Nachwuchsdarsteller (Sommer 85)
- 2022: Auszeichnung als Bester Nachwuchsdarsteller (Verlorene Illusionen)

Chicago International Film Festival
- 2024: Auszeichnung als Bester Hauptdarsteller (Jouer avec le feu)[7]

Prix Lumières
- 2021: Auszeichnung als Bester Nachwuchsdarsteller (Sommer 85)[8]